# 성체포낭

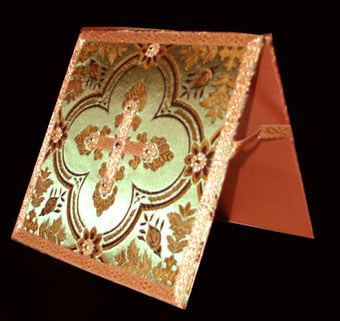
성체포낭을 펼친 모습

성작보 위에 성체포낭, 오른쪽에는 수대가 보인다.

성체포낭(聖體布囊, 라틴어: bursa)은 기독교의 전례에 사용하는 전례용품으로, 성체포를 보관하는 주머니를 말하며, 주로 가톨릭교회의
전례인 미사 성제에서 사용하였다. 오늘날 일반적으로 가톨릭교회에서 거행되는 새 미사 성제에서는 잘 사용하지 않으나 특별 양식의 미사 성제인 전통 미사 성제에서는 여전히 사용하는 전례 용품이다.
성체포를 접어서 넣을 수 있도록 빳빳한 네모난 종이 2장을 천으로 덮어 연결하여 만든 것이다.
사용한다면, 보통 때에는 성체포를 담아 성작보 위에 얹어 놓으며, 성작보처럼 전례색에 맞추어 사용한다.
제2차 바티칸 공의회 이후의 로마 가톨릭교회에는 성작보와 성체포낭 대신에 성작 덮개으로 성작을 덮고 그 위에 성체포를 올려두는 편이다. 그러나 제 2차 바티칸 공의회이후의 새 미사 성제에서 성체포낭을 아예 쓸 수 없는 것은 아니다.

## 같이 보기
- 성체포
- 성작
- 성작 수건
- 성작 덮개
- 성작보